# 藤原元真
藤原 元真（ふじわら の もとざね）は、平安時代中期の貴族・歌人。藤原南家巨勢麻呂流、甲斐守・藤原清邦の三男。官位は従五位下・丹波介。三十六歌仙の一人。

## 経歴
承平5年（935年）加賀掾に任ぜられると、玄蕃允・修理少進を経て、応和元年（961年）に従五位下に叙爵。康保3年（966年）に丹波介に任ぜられた。
宮中の女房歌合、内裏歌合といった歌合に詠進し、前十五番歌合に選抜されている。『後拾遺和歌集』（8首）以下の勅撰和歌集に27首が入集し。家集に『元真集』がある。
元真集（もとざねしゅう）は、藤原元真の私家集。現存諸本はすべて同一祖本から派生したものと考えられる。①西本願寺本（337首）②正保版本（335首）③伝俊成筆本（335首）④宮内庁書陵部本（337首）の４類に分けられるが、転写の際の誤記による相違だけで、内容に違いはないと考えられている。内容は、屏風歌・歌合歌などの公的な歌を主とした前半部分と、恋歌・雑歌などの私的な歌を主とした後半部分から成る。

## 官歴
『三十六人歌仙伝』による。
- 承平5年（935年） 2月：加賀掾
- 天慶3年（940年） 12月：玄蕃允
- 天慶8年（945年） 10月：玄蕃大允
- 天暦6年（952年） 3月：修理少進
- 天徳5年（961年） 正月7日：従五位下
- 康保3年（966年） 正月27日：丹波介

## 系譜
- 父：藤原清邦
- 母：紀名虎の娘[3]
- 妻：不詳